# 桑弘志
桑弘志（?—?），中国五代十国前蜀大将，黎阳（今河南省浚县）人。
岐王李茂贞养为义儿，赐姓名李继岌。天复二年（902年），唐昭宗想要让李茂贞、朱全忠罢兵，召李继岌为李茂贞、朱全忠之间讲和。李继岌有拳勇，多谋略，在李茂贞属下官至保胜军节度使、兼侍中。
天祐十三年（前蜀通正元年，916年）十月，前蜀派遣王宗绾等出大散关，攻取宝鸡；王宗播等至陇州。李继岌畏岐王猜忌，因为李茂贞多猜忌，不自安，弃陇州，率保胜军其众二万余人降前蜀。前蜀进兵陇州，王建以李继岌为西北面行营第四招讨。王宗绾会同刘知俊等人围攻凤翔，遇到大雪，王建召命全军还师，恢复李继岌的姓名桑弘志。天祐十四年（前蜀天汉元年，917年）七月，王建任命桑弘志为西北第一招讨。领武定军节度使，兼中书令。天祐十六年（前蜀乾德二年，919年）十二月，前蜀雄武军节度使兼中书令王宗朗起兵，被削夺官爵，恢复姓名全师朗。王衍命桑弘志讨伐。次年，桑弘志攻克金州，俘获全师朗，献到成都。